# West Paris
West Paris – miasto w Stanach Zjednoczonych, w stanie Maine, w hrabstwie Oxford.